# Adolfo Venturi (astronomo)
Adolfo Venturi (Firenze, 22 settembre 1852 – Palermo, 28 dicembre 1914) è stato un astronomo e matematico italiano.
Dal 1900 al 1903 ha ricoperto la carica di rettore dell'Università degli Studi di Palermo.